# Ragna Pitoll
Ragna Pitoll (* 1965 in Potsdam) ist eine deutsche Schauspielerin.

## Schauspiel-Karriere
Die Tochter eines Lehrers und einer Ärztin arbeitete nach dem Abitur zunächst als Krankenpflegerin, bevor sie 1985 die Hochschule für Schauspielkunst „Ernst Busch“ Berlin besuchte. Neben einer langjährigen Bühnentätigkeit an verschiedenen deutschen Theatern (u. a. in Rostock, Dortmund, Düsseldorf, Heidelberg, Hamburg, Mainz und Wiesbaden) ist sie auch in verschiedenen Fernsehproduktionen zu sehen. Im 2010 erschienenen Kinofilm Cindy liebt mich nicht tritt sie in einer Nebenrolle auf.
Seit 2003 ist sie festes Mitglied im Ensemble des Nationaltheaters in Mannheim.
Ragna Pitoll hat eine Tochter.

## Theater (Auswahl)
- 1990/1991 Alice im Wunderland (Rolle: Alice)
- 1992/1993 Dantons Tod (Rolle: Lucile)
- 1993/1994 Kinder der Sonne (Rolle: Liza)
- 1994/1995 König Lear (Rolle: Goneril)
- 1995/1996 Manche mögen’s heiß (Rolle: Sugar)
- 1999/2000 Othello (Rolle: Emilia)
- 1999/2000 Stella (Rolle: Stella)
- 2000/2001 Der Menschenfeind (Rolle: Celimène)
- 2000/2001 Orpheus in der Unterwelt (Rolle: Eurydike)
- 2002/2003 Shockheaded Peter (Rolle: Mutter)
- 2003/2004 Das Käthchen von Heilbronn (Rolle: Kunigunde)
- 2003/2004 Spaß beiseite (Rolle: Anthea)
- 2004/2005 Wilhelm Tell (Rolle: Hedwig Tell)
- 2005/2006 Penthesilea (Rolle: Prothoe)
- 2006/2007 Emilia Galotti (Rolle: Gräfin Orsina)
- 2006/2007 Maria Stuart (Rolle: Elisabeth)
- 2007/2008 Frühlings Erwachen (Rolle: Frau Gabor)
- 2007/2008 Medea (Rolle: Medea)
- 2008/2009 Eine Familie/August: Osage County (Rolle: Ivy Weston)
- 2009/2010 Dreigroschenoper (Rolle: Frau Peachum)
- 2009/2010 Im Kreis der Besten. Leben im Quadrat (Rolle: Stadtangestellte)
- 2009/2010 Lulu (Rolle: Gräfin Geschwitz)

## Filmografie (Auswahl)
- 1989: Der Staatsanwalt hat das Wort (Rolle: Simone Krajewski)
- 1996: Ein Mord für Quandt (Rolle: Karin)
- 1997: Wolffs Revier Folgen: 76, 82, 92 (Rolle: Kerstin)
- 1997: Anitas Welt Folgen 1–13 (Rolle: Kerstin Winkelmann)
- 1998: Verführt – Eine gefährliche Affaire (Rolle: Karin)
- 1999: Wie war ich, Doris? Folge 1 (Rolle: Designerin in der Pilotfolge)
- 2001: Ein Fall für zwei Folge 194 (Rolle: Geschäftsführerin)
- 2001: In aller Freundschaft Folge 125 (Rolle: Marina Bruns)
- 2001–2002: Die Rettungsflieger Folgen: 41, 44, 45, 46, 49, 50, 52, 53 (Rolle: Ute Asmus)
- 2002: Im Namen des Gesetzes Folge 110 (Rolle: Britta Beck)
- 2007: Strafstoss (Rolle: Bankangestellte)
- 2010: Cindy liebt mich nicht (Rolle: Gabriela)
- 2016: Tatort: HAL (Rolle: Lämmle)
- 2018: Im Wald Folge: 2
- 2023: Zwischen uns die Nacht (Rolle: Katrin Sassmann)